# Phaea maccartyi
Phaea maccartyi là một loài bọ cánh cứng trong họ Cerambycidae.